# Sonet 25 (William Szekspir)

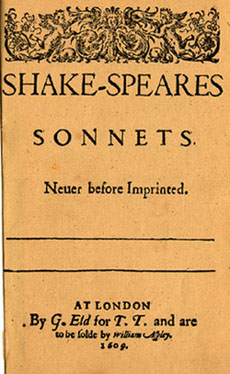
Strona tytułowa pierwszego wydania sonetów Shakespeare’a

Sonet 25 (Niech ten, któremu jego gwiazda sprzyja) – jeden z cyklu sonetów autorstwa Williama Shakespeare’a.

## Treść
W sonecie tym podmiot liryczny stwierdza, iż mimo tego, że nie ma zbyt wiele szczęścia, cieszy go, że może podziwać młodzieńca.

## Forma
W utworze występuje ciąg aliteracji na [f]: favor, fortune, favorites, fair, frown, famousèd, fight, foiled, forgot.